# ليليان إندراوس
ليليان إندرواس-إعلامية وكاتبة لبنانية

## حياتها الخاصة
ولدت في بيروت ترعرت في منطقة فرن الشباك.

## مشوارها المهني
بدأت مشوارها وهي في المرحلة الثانوية، بتشجيع من والدتها ومعارضة والدها لدخولها مجال الإعلام
حاصلة على شهادة ماجستير والدكتواره في علم الأثار وعلم الأجناس تأثرت بالشاعرة مي زيادة وفكرها وتعلمت منها الأدب الرصانة والاحتشام.

### انطلاقتها مع المؤسسة اللبنانية للإرسال
إنطلقت من برنامج ستديو الفن" في عام 1982على شاشة المؤسسة اللبنانية للإرسال حيث فازت بالمركز الأول عن لبنان عن فئة التقديم 
بدأت عملها في إذاعة «ماجيك أون تو» في السابع من نيسان 1985
خضعت بعدهت لكاستينغ اختيار مذيعات ال بي سي وفي 25 أغسطس 1985 عند افتتاح المحطة أطلت كأول وجه تلفزيوني في تقديم البرامج وربط الفقرات وكان المخرج سيمون أسمر من أوائل الداعمين لها والمؤمنين بموهبتها
كانت أولى المذيعات في العالم العربي التي تتكلم العربية على الهواء باللهجة العامية" قدمت خلال أحد عشر عاما العديد من البرامج المنوعة وكانت خلال فترة الحرب الأهلية اللبنانية عندما كانت القذائف تنهال في الشوارع وهي متوجهة وعائدة من وإلى عملها شاركت الإعلامي رياض شرارة في برنامج "الأول عالlbc" من خلال تغطية أحداث المختلفة في أيام الأحد من مناطق لبنانية مختلفة ، غادرت المؤسسة اللبنانية للإرسال عام 1996 بعد اطلاق ال بي سي الفضائية اللبنانية حيث كانت تقدم برنامج "يا هلا" وطلبت من المحطة رفع اجرها لكن طلبها قبل بالرفض الأمر الذي اغضبها

### انتقالها لشبكة راديو وتلفزيون العرب
في نفس العام التقت بالشيخ صالح كامل صاحب شبكة راديو وتلفزيون العرب وعرض عليها العمل بالشبكة فقبلت وسافرت إلى إيطاليا شبكة راديو وتلفزيون العرب التي كانت تبث من أفزدانو بالقرب من العاصمة الإيطالية روما واجهت في البداية صعوبة في تعلم اللغة الإيطالية وابتاعت قاموسا لتعلم اللغة مترجم بالفرنسية واتقنتها خلال عام واحد قدمت برنامج إدلل عيني وإستضافت فيه وجوه مشهورة أبرزهم المخرج يوسف شاهين عام 1998 قرر الشيخ صالح كامل نقله للقاهرة بسبب تكلفته المرتفعة وقراره توسيع البرنامج كانت art بوابة العبور نحو الشهرة العربي عام 2000 قدمت في دبي حيث قدمت برنامجا رمضانيا قامت بتغطية أهم المهرجانات والحفلات الدولية، أمضت عشر سنوات في مصر وغادرت الشبكة عام 2004 بعد أن قدمت استقالتها

### عودتها للإعلام اللبناني
عادت في 2008 إلى لبنان حيث عملت في «إذاعة لبنان» وقدمت برنامجين اجتماعيين هما: «فش خلقك» و«وشوشات الليل» وبرامج إذاعية عبر إذاعات عدة، منها «إذاعة لبنان الحر» و«صوت النجوم».
في رصيدها 15 جائزة بين لبنان والعالم العربي، وقد اختيرت أخيراً من بين مجموعة من مشاهير العالم كإعلامية من العالم العربي بهدف توجيه رسالة في اليوم العالمي للراديو.
قامت بكتابة خواطر وقصص من وحي تجربتها لها ثلاث أصدرات ومنها أميري عام 2004 وبنت الحرب عام 2016
عام 2013 كرمت في مهرجان الإعلام الأول في جدة من الأمير محمد بن ناصر ووزير الاعلام اللبناني الأستاذ وليد الداعوق ممثلاً بالسيد اندريه قصّاص، ونالت درعا تكريميا عربون شكر وتقدير لما قدمته من إنجازات في الإعلام 
في أكتوبر 2016 أطلقت نشرة للأطفال مع ليليان اندراوس بالتعاون مع وزارة الشؤون الاجتماعية بعنوان «صار وقتنا» بعد تبنيه فكرتها في تنفيذ نشرة أخبار خاصة بالأطفال ضمن فئتين عمرية، وبعد تحضير دام أكثر من سنتين تمت خلالها استشارة مجموعة من الأخصائيين في شتى المجالات، أطلق المجلس أولى الدورات التدريبية للأطفال على النشرة يوم السبت الواقع في 22 تشرين الأول في المركز الوطني للتوثيق حول الطفولة، صار وقتنا نشرة أخبار الصغار... حق التعبير حق من حقوق الطفل ضمن اتفاقية حقوق الطفل عام 1989.

### قصة شعارها حلوين طيبين بنحبكم
شعارها استمدته من دراسة الدكتور الأمريكي درك، الذي قدم دراسات حول مكافحة الاكتئاب من سنوات عديدة معتمداً على ركائز اساسية وهي الجمال والطيبة والحب، أي لنتخطى أي مرحلة اكتئاب لا بد ان نرى ذاتنا وكل شيء حولنا جميلاً، ثانياً أن نعتقد بمبدأ الطيبة ونلغي من قاموسنا مفردات العدوانية وحرب التواجد وزرع الثقة مكانها، وليكتمل الهرم يبقى الحب العنصر الأهم، لذلك لن أقوم بتغيير هذا الشعار أبداً، وأصبحت تحترمه أكثر لأنه تنقل في كل البلاد العربية مع الكبار والصغار بدون أي تأشيرة دخول.

### إطلاقها يوم الرجل اللبناني والعربي
في الثامن من حزيران 2017 أطلقت يوم الرجل اللبناني والعربي، لتصحيح نظرة الرجل في المجتمع الشرقي عن أنّه ظالم، حارم المرأة حقوقها وقد تصل النظرة للرجل في بعض الأحيان على أنه قاتل ومغتصب.

## إصابتها بسرطان الثدي وشفائها منه
- بعد أعوام من ابتعادها عن لبنان، عادت وبدأت تستعيد نشاطها الإعلامي، في عام 2011 وإذا بداء سرطان الثدي يقتحم جسدها ويشلّ مفاصل حياتها و"يوم علمت بمرضها لم تذرف دمعة واحدة بل شعرت أنها في معركة مع العدو، ونادت الرب الذي ساعدنها على المواجهة بصبرٍ وسكينة" وأعلنت عن إصابتها بالمرض" كشفت مع نيشان في برنامج أنا والحب أنها أصيبت بمرض سرطان الثدي، ونقلت حبنها وكالات انباء لبنانية، أنها اعتبرت أن ما حصل معها هو نعمة وليس نقمة، وبدأت بأخذ جرعات من العلاج الكيميائي وكانت في تحسن مستمر.وأكثر ما فاجأ الناس هو ما كشفته ليليان حول تخلي حبيبها عنها بسبب سرطان الثدي الذي أصابها بدلاً من أن يساندها ويقف إلى جانبها في محنتها [14][15]، كانت لها إطلالة إعلامية تلفزيونية ثانية تحدّثت فيها عن حالها، منها شهادة حياة عبر "تيلي لوميار" مع الأب يوسف مونّس وجيزيل هاشم زرد. "أعلنتُ أنها تعاني حالة مرضية معيّنة، وأظهرت الإيمان والمعاناة وعلاقتها بالله والقديسين وكل المشاعر الروحانية من خلال تجربة حياة".

لم تخفِ الموضوع يوماً، ووجدت إلى جانبها أصدقاء وزملاء أخبروها أنهم مرّوا بالحالة نفسها ووصفوا لها المراحل تباعاً، وأعطاها كل ذلك دعماً أكثر وأملاً أكبر. في المقابل لا تنفي أنه بفعل إعلانها الأمر، «أُبتعد عني من كنت أعتبرهم من القريبين لي، لكن جعلتني هذه المحنة أختبر من يُحبني بصدق ومن يهرب مني»، مضيفةً، «أنا أُسامح كل من تخلى عني بسبب وضعي الصحي لأنه ربما لم يحتمل وتعلّمت ألا تنتظر من الآخر شيئاً»

## البرامج التي قدمتها
| البرنامج               | عرض على                     | العام     |
| ---------------------- | --------------------------- | --------- |
| زوار الدار             | ال بي سي                    | 1985-1993 |
| الأول عالlbc           | ال بي سي                    | 1991      |
| أفتح يا سمسم           | ال بي سي                    | 1992      |
| دار الفنون             | ال بي سي                    | 1995-1996 |
| ياهلا                  | ال بي سي الفضائية اللبنانية | 1996      |
| شو إسمك                | ال بي سي                    | 1996      |
| فش خلقك                | art المنوعات                | 1997      |
| شو إسمك                | art المفتوحة                | 1998      |
| إدلل عيني              | art المفتوحة                | 1998-2000 |
| خيمة رمضان من القاهرة  | art الأفلام                 | 1997-2000 |
| جسر المحبة             | art المنوعات                | 1997-1998 |
| فتح عين وغمض عين       | art المنوعات                | 1999-2000 |
| البيت بيتك             | art المنوعات                | 2003-2004 |
| فش خلقك، وشوشات الليل، | إذاعة لبنان                 | 2008-2010 |
| صار وقتنا              | تلفزيون لبنان               | 2016      |